# 572 a.C.
Il 572 a.C. (DLXXII a.C. in numeri romani) è un anno  del VI secolo a.C.